# Тирлич вузьколистий
Тирли́ч вузьколи́стий, або тирли́ч звича́йний(Gentiana pneumonanthe) — вид рослин родини тирличевих, поширений у Євразії.

## Опис
Багаторічна трав'яниста рослина 20–50 см завдовжки. На зораних під пар землях може досягати висоти 100 см. Стебло прямовисне. Листки лінійні або ланцетно-лінійні, 0,2–0,6 мм завширшки, з однією жилкою, з загорнутими краями. Квітки поодинокі або зібрані по кілька штук на квітконосі. Чашечка 15–20 мм довжиною, зубці чашечки не більше ніж в 2,5 рази перевищують її трубку. Віночок темно-синій, дзвоникуватий, усередині з п'ятьма зеленими смужками. Плід — коробочка. Невелике, легке насіння не крилате.
Період цвітіння — з червня по жовтень. Рослина використовувалася при обробці укусів комах. Квіти можуть бути використані для виробництва синього барвника.

## Поширення
Європа: Білорусь, Естонія, Латвія, Литва, Молдова, Росія; Україна, Австрія, Бельгія, Чехія, Німеччина, Угорщина, Нідерланди, Польща, Словаччина, Швейцарія, Данія, Норвегія, Швеція, Велика Британія, Албанія, Боснія і Герцеговина, Болгарія, Хорватія, Італія, Румунія, Сербія, Словенія, Франція. Португалія, Іспанія; Азія: Росія, Грузія. Зростає найкраще на піщаних або торф'яних, помірно кислих нейтральних ґрунтах.
В Україні зростає на вологих луках, по окраїнах боліт, у струмків, серед чагарників, до гірського лісового поясу — на більшій частині території, крім Криму. Входить у список регіонально рідкісних рослин м. Києва, Вінницької, Волинської, Дніпропетровської, Житомирської, Закарпатської, Київської, Луганської, Рівненської, Сумської, Хмельницької, Чернівецької, Чернігівської областей.

## Галерея

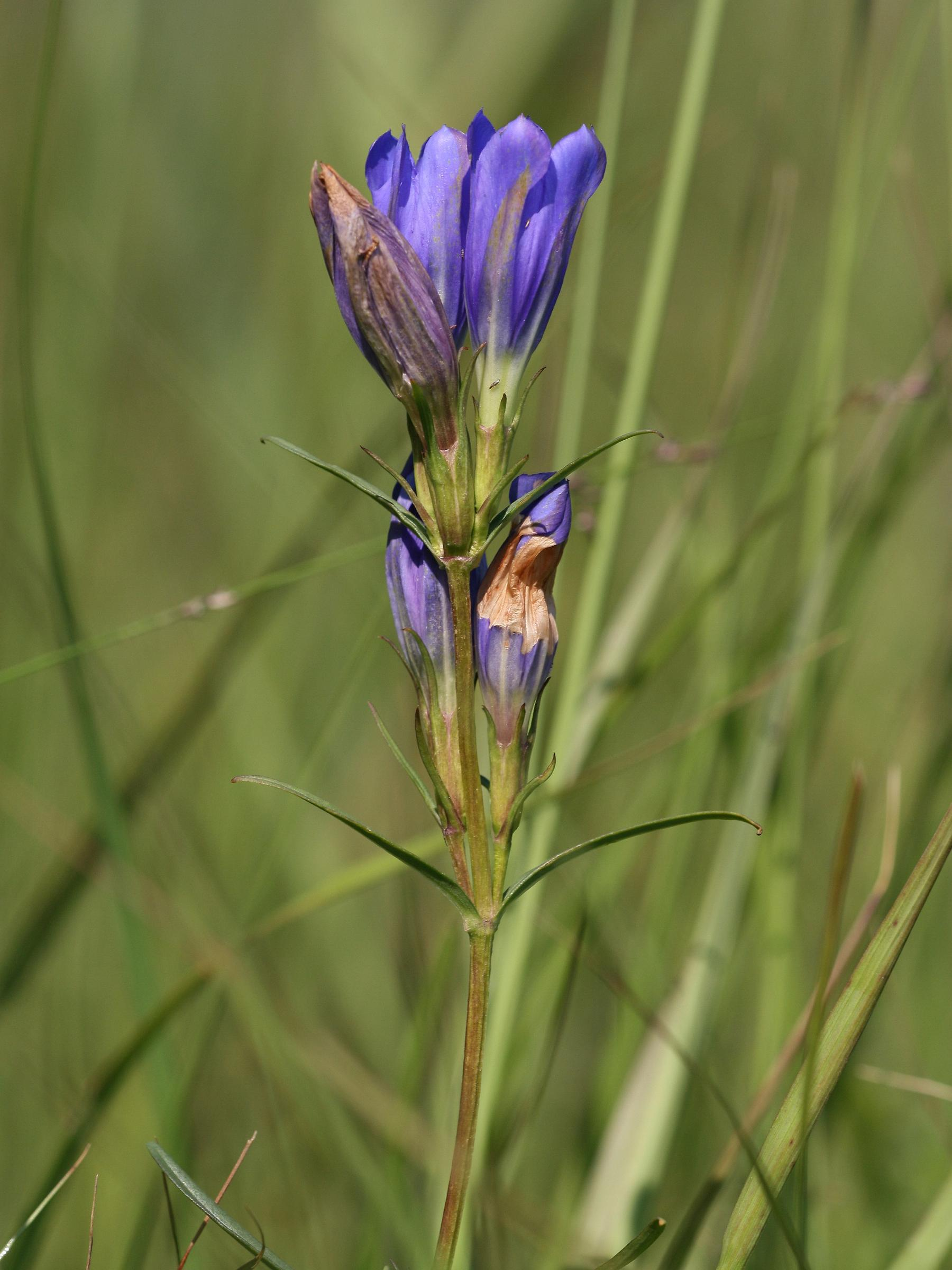
листя й квіти
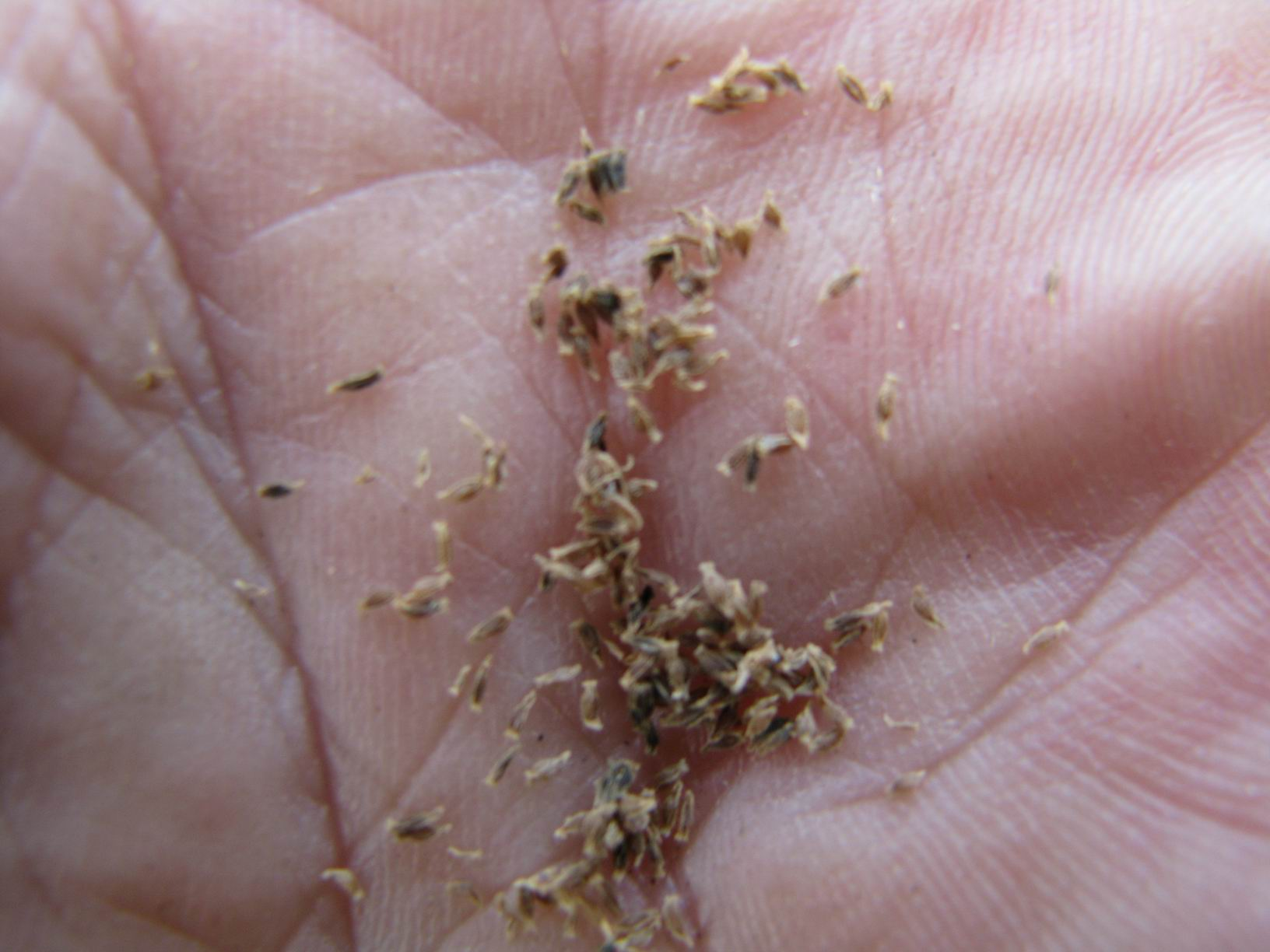
насіння
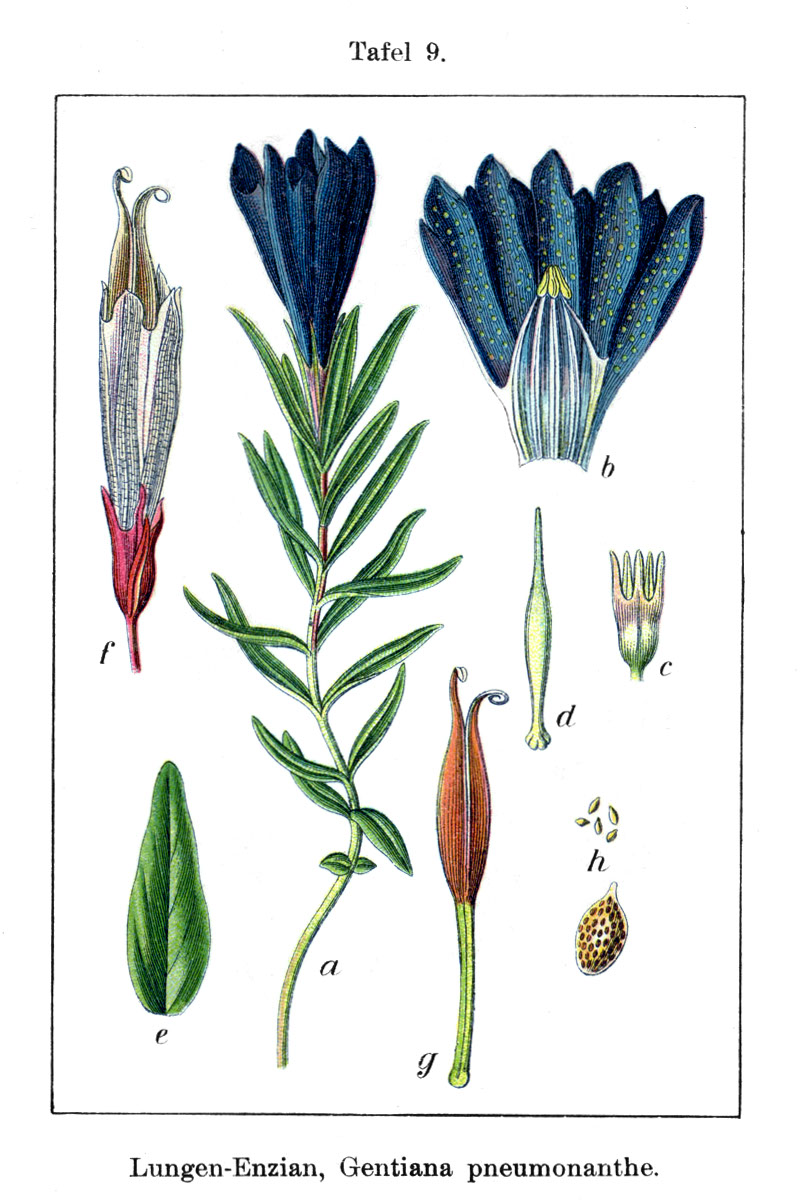
ілюстрація